# خوچیشوو
خوچیشوو (به لهستانی:  Chocieszów) یک روستا در لهستان است که در گمینا شچتنا واقع شده‌است.